# Société historique, archéologique et scientifique de Soissons
Vous pouvez aider à l'améliorer ou bien discuter des problèmes sur sa page de discussion.
- Le fond est à vérifier. Si vous venez d’apposer le bandeau, merci d’indiquer ici les points à vérifier. (Marqué depuis mars 2022)

Vous pouvez aider à l'améliorer ou bien discuter des problèmes sur sa page de discussion.
- Il ne cite pas suffisamment ses sources. Vous pouvez indiquer les passages à sourcer avec {{référence nécessaire}} ou {{Référence souhaitée}}, et inclure les références utiles en les liant aux notes de bas de page. (Marqué depuis mars 2022)
- Il a besoin d’être illustré. Des médias (images, animations, vidéos, sons) sous licence libre ou du domaine public sont les bienvenus pour l'améliorer.
Si vous êtes l’auteur d’un média que vous souhaitez partager, importez-le. Si vous n’êtes pas l’auteur, vous pouvez néanmoins faire une demande de libération d’image à son auteur. (Marqué depuis mars 2022)

- Archive Wikiwix
- Bing
- Cairn
- DuckDuckGo
- E. Universalis
- Gallica
- Google
- G. Books
- G. News
- G. Scholar
- Persée
- Qwant
- (zh) Baidu
- (ru) Yandex
- (wd) trouver des œuvres sur Wikidata

La Société historique, archéologique et scientifique de Soissons est une société savante de l'arrondissement de Soissons, située dans l'Aisne, et dont le siège se trouve à Soissons.

## Histoire
La Société historique, archéologique et scientifique de Soissons est l'héritière de la Société académique de Soissons ou Académie de Soissons, fondée en 1650 par quatre jeunes gens originaires de Soissons, Julien de Héricourt, Charles Bertrand, Jean-Baptiste Guérin et Etienne Morant, tous diplômés de la Faculté de droit de Paris et exerçant des charges judiciaires. Deux ans plus tard, quatorze autres membres les rejoignirent. 
En 1654, la société reçut la protection du  maréchal d’Estrées et d'Olivier Patru, avocat, membre de l'Académie française. Par lettres patentes, Louis XIV, octroya à la société le titre d'académie royale, en juin 1674.
La Révolution française mit fin à l'activité de toutes les académies d'Ancien Régime. En 1806, le préfet de l'Aisne, M. Méchin,  autorisa la création de la société des sciences, des arts et des belles lettres de Soissons. Cette société disparut avec Ier Empire.
En 1845, des archéologues soissonnais créèrent le « Comité archéologique soissonnais ». Les divisions internes provoquèrent le départ de ce comité de quelques érudits qui, sous la conduite de M. de La Prairie, fondèrent la Société historique et archéologique de Soissons. Mais, en 1856, les deux sociétaires se réunirent sous le nom de  : Société archéologique, historique et scientifique de Soissons.

## Publication
- La société publie un bulletin de liaison trimestriel pour les adhérents;
- elle publie également tous les 3 ou 4 ans, des Mémoires, recueil d'articles, depuis 1847 ;
- elle participe à la rédaction des Mémoires de la Fédération des Sociétés d'histoire et d'archéologie de l'Aisne (parution annuelle[2]).

## Présidents
1. Jules Henri Le Clercq de la Prairie (1847 - 1866)
2. Charles Jean Baptiste Périn (1866 - 1871)
3. Jules Henri Le Clercq de la Prairie (1871 - 1883)
4. Étienne Choron (1884 - 1890)
5. Joseph Hippolyte Edgard de Barral (1891 - 1900)
6. Charles Adolphe Lecer (1900 - 1915)
7. Roger Firino (1920 - 1926)
8. Edmond Descambres (1927 - 1931)
9. André Fossé d’Arcosse (1932 - 1945)
10. Henry Luguet (1946 - 1962)
11. Bernard Ancien (1962 - 1983)
12. Geneviève Cordonnier (1984 - 1988)
13. Denis Defente (1989 - 1990)

| Identité                         | Période         | Période         | Durée          |
| Identité                         | Début           | Fin             | Durée          |
| -------------------------------- | --------------- | --------------- | -------------- |
| Robert Attal (1926 - 2015)       | 1991            | 1997            | 6 ans          |
| Denis Rolland (né en 1943)       | 1998            | 15 février 2020 | 22 ans         |
| Philippe Quérel (d) (né en 1962) | 15 février 2020 | 15 mars 2021    | 1 an et 1 mois |
| Denis Rolland (né en 1943)       | 15 mars 2021    |                 |                |